# King Clancy Memorial Trophy

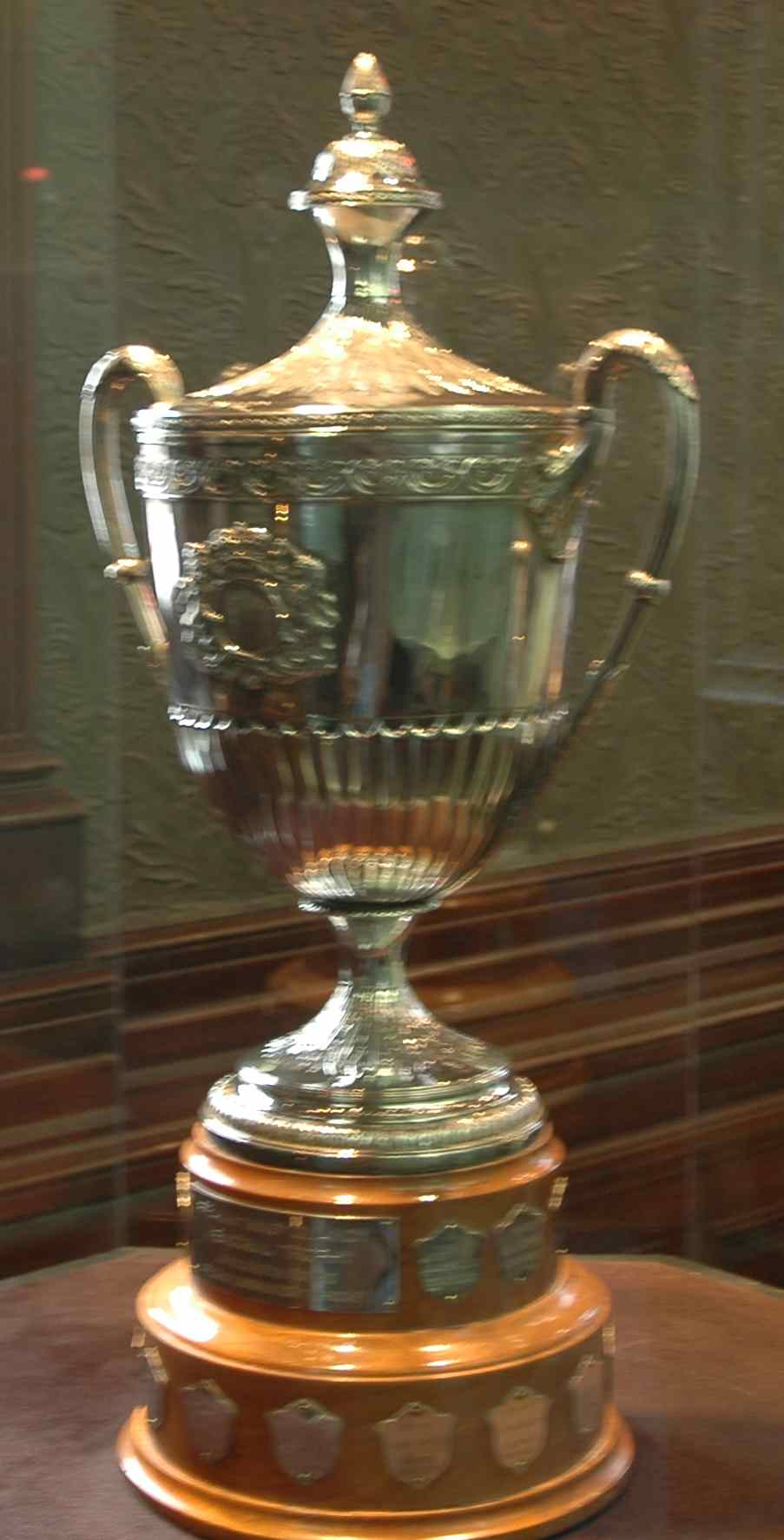
Die King Clancy Memorial Trophy in der Hockey Hall of Fame in Toronto

Die King Clancy Memorial Trophy ist eine Eishockey-Trophäe in der National Hockey League. Sie wird seit 1988 jährlich an einen NHL-Spieler verliehen, der sowohl auf dem Eis als auch abseits der Eisfläche Führungsqualitäten und soziales Engagement bewiesen hat. Die Trophäe wurde nach dem NHL-Spieler, Trainer und Schiedsrichter Frank „King“ Clancy (1903–1986) benannt.

## Gewinner der King Clancy Memorial Trophy
| Jahr | Spieler               | Team                  |
| ---- | --------------------- | --------------------- |
| 2025 | Aleksander Barkov     | Florida Panthers      |
| 2024 | Anders Lee            | New York Islanders    |
| 2023 | Mikael Backlund       | Calgary Flames        |
| 2022 | P. K. Subban          | New Jersey Devils     |
| 2021 | Pekka Rinne           | Nashville Predators   |
| 2020 | Matt Dumba            | Minnesota Wild        |
| 2019 | Jason Zucker          | Minnesota Wild        |
| 2018 | Daniel & Henrik Sedin | Vancouver Canucks     |
| 2017 | Nick Foligno          | Columbus Blue Jackets |
| 2016 | Henrik Sedin          | Vancouver Canucks     |
| 2015 | Henrik Zetterberg     | Detroit Red Wings     |
| 2014 | Andrew Ference        | Edmonton Oilers       |
| 2013 | Patrice Bergeron      | Boston Bruins         |
| 2012 | Daniel Alfredsson     | Ottawa Senators       |
| 2011 | Doug Weight           | New York Islanders    |
| 2010 | Shane Doan            | Phoenix Coyotes       |
| 2009 | Ethan Moreau          | Edmonton Oilers       |
| 2008 | Vincent Lecavalier    | Tampa Bay Lightning   |
| 2007 | Saku Koivu            | Montréal Canadiens    |
| 2006 | Olaf Kölzig           | Washington Capitals   |
| 2005 | Saison wurde abgesagt | Saison wurde abgesagt |
| 2004 | Jarome Iginla         | Calgary Flames        |
| 2003 | Brendan Shanahan      | Detroit Red Wings     |
| 2002 | Ron Francis           | Carolina Hurricanes   |
| 2001 | Shjon Podein          | Colorado Avalanche    |
| 2000 | Curtis Joseph         | Toronto Maple Leafs   |
| 1999 | Rob Ray               | Buffalo Sabres        |
| 1998 | Kelly Chase           | St. Louis Blues       |
| 1997 | Trevor Linden         | Vancouver Canucks     |
| 1996 | Kris King             | Winnipeg Jets         |
| 1995 | Joe Nieuwendyk        | Calgary Flames        |
| 1994 | Adam Graves           | New York Rangers      |
| 1993 | Dave Poulin           | Boston Bruins         |
| 1992 | Ray Bourque           | Boston Bruins         |
| 1991 | Dave Taylor           | Los Angeles Kings     |
| 1990 | Kevin Lowe            | Edmonton Oilers       |
| 1989 | Bryan Trottier        | New York Islanders    |
| 1988 | Lanny McDonald        | Calgary Flames        |